# Lancha RS Karpuj
La embarcación de exploración y apoyo científico RS Karpuj es una nave perteneciente al Instituto Antártico Chileno (INACH), destinada a la investigación científica y apoyo logístico en la Antártica. Su base se encuentra ubicada en bahía Fildes, mismo lugar donde se encuentra la base “Profesor Julio Escudero”. Tiene como fin apoyar actividades logísticas y trabajos oceanográficos en el sector de las islas Shetland del Sur (hacia el estrecho de Bransfield) y sector noroccidental de la península Antártica, hasta la base “Yelcho” y el sector de las islas Petermann (65° 05’ S).

## Toponimia
Karpuj es una palabra de origen yagán que significa “albatros de ceja negra”. Esta ave puede llegar a medir entre 70 y 80 cm y es reconocida por su capacidad de atravesar océanos con un mínimo de esfuerzo, volando bajo toda condición de viento y oleaje. Habita los mares del sur entre las latitudes 23° S y 60° S y se alimenta principalmente de peces, crustáceos, calamares, pulpos, carroña, insectos y desperdicios arrojados por barcos.
Es el albatros más común en mares y costas chilenas. Habita desde el Trópico de Capricornio hasta el paralelo 60° S, pudiendo verse no solo en alta mar sino en los puertos, bahías y costas entre dichas latitudes y a veces fuera de ellas siguiendo las corrientes de Humboldt y llegando hasta el norte de Perú.

## Historia
La lancha de investigación oceanográfica RS Karpuj perteneció durante tres décadas a la Armada de Chile y fue incorporada al Instituto Antártico Chileno (INACH) en 2013. En enero de 2014 fue sometida a una transformación de estructura y equipamiento con el objetivo de que pueda ser óptima para navegar y trabajar en aguas antárticas. Su reacondicionamiento, realizado gracias a una asociación con la Comisión Nacional de Investigación Científica y Tecnológica (Conicyt), posibilitó que cumpla con los mismos parámetros y exigencias de navegación antárticas que un buque de mayor tamaño.
La Karpuj fue bautizada en diciembre de 2015. La ceremonia se llevó a cabo en la ciudad de Punta Arenas y en ella participaron miembros del Instituto Antártico Chileno, Fuerzas Armadas, Martín González, descendiente yagán, y Felicia González, descendiente kawésqar; además de Liliana Ortiz, entonces subdirectora de la Corporación de Fomento de la Producción (CORFO), quien ofició como madrina de la RS Karpuj.
La embarcación formó parte de su primera Expedición Científica Antártica (ECA) en 2018, en la 54° campaña organizada por el INACH. La lancha zarpó desde Punta Arenas rumbo al sur el 13 de enero y permaneció durante 51 días navegando en aguas polares, sumando un total de 6.115 kilómetros recorridos. Transportó un total de 99 personas, además apoyó ocho proyectos a bordo y colaboró con cinco instituciones internacionales. El año anterior había realizado dos campañas científicas en aguas subantárticas.
A comienzos de 2019 formó parte de la 55° Expedición Científica Antártica (ECA) organizada por el INACH. En esta ocasión la Karpuj navegó 44 días el océano Austral, sumando un total de 7.222 kilómetros recorridos y brindó soporte a 13 proyectos científicos de la expedición.
La RS “Karpuj” permite el desarrollo de estudios de oceanografía física y biológica de mesoescala, cubriendo bahías, fiordos y mar circundante, así como el desarrollo de transectas a lo ancho del estrecho de Bransfield y en el estrecho de Gerlache.

## Equipamiento y generalidades
RS Karpuj cuenta con el siguiente equipamiento y generalidades:
- Laboratorio seco (4 m²), para equipos de ecosonda y manejo de la roseta.
- Laboratorio húmedo (19 m²), con mesones y lavamanos, para procesamiento y análisis de muestras.
- Ecosonda Simrad de 38, 120 y 200 kHz.
- Pórtico en popa tipo A-Frame (dimensiones app. 4 x 4 m), con capacidad de levante y tiro de 2 toneladas.
- Winche eléctrico con 2000 m de cable inoxidable de 5 mm para 1,5 ton de levante.
- Roseta para 12 botellas Niskin de 5 L c/u.
- 12 botellas Niskin de 5 L c/u (General Oceanics 1010-1.2).
- 1 CTD Idronaut Ocean Seven 316Plus.
- Capacidad para carga de 15 m³ aproximado, para almacenar equipos de buceo, redes, dragas, entre otros.
- Estación meteorológica básica de apoyo para la navegación.
- Sistema de comunicaciones de última generación.
- Lugar de zarpe: bahía Fildes, isla Rey Jorge.
- Lugares de reaprovisionamiento: bases “Escudero” y “Yelcho”.
- Track de navegación: principalmente en el área de las islas Shetland y costa occidental de la península Antártica hasta la bahía Paraíso, base “Yelcho”.
- Duración de expedición marítima: 4 a 5 días aprox. (sin necesidad de recargar combustible).
- Comunicaciones: radio HF y VHF, teléfono satelital, internet.
- Capacidad máxima: 12 personas (4 tripulación y 8 investigadores).
- Medios auxiliares de transporte: zodiac MK-IV.